# Cimetière juif de Besançon
Vous lisez un « bon article » labellisé en 2011.
Le cimetière juif de Besançon, ou cimetière israélite de Besançon, est un cimetière juif situé à Besançon, dans le département français du Doubs en région Bourgogne-Franche-Comté. Il s'agit d'un des deux seuls sites entièrement consacrés à l'inhumation de la communauté juive dans la région, et l'un des rares de France pour une ville de cette taille. Il fait suite à un autre cimetière bien plus ancien situé auparavant dans le lieu-dit de Calmoutier, mais qui fut vendu par la municipalité au XVe siècle et probablement détruit à la suite de l'expulsion des Juifs de la ville.
Lorsque la communauté est de nouveau autorisée à revenir dans la capitale comtoise après la Révolution française, elle y fonde l'actuel cimetière. Il est acquis à la fin du XVIIIe siècle par deux notables et agrandi en 1839 ; un projet comprenant la création d'un logement de gardien est envisagé en 1887 mais ne voit jamais le jour. Le cimetière dans sa forme actuelle date donc de la fin du XIXe siècle et n'a subi depuis lors aucun changement significatif. On note cependant au XXe siècle l'édification d'un monument aux morts pour les Juifs de la Première Guerre mondiale, ainsi que la dégradation de quelques tombes lors de l'occupation allemande.
Le cimetière, libre d'accès, accueille encore de nos jours les dépouilles de Juifs ayant souhaité y être enterrés. On peut notamment y admirer des caveaux monumentaux, dont une pyramide haute de sept mètres, un mausolée de marbre et bronze, ainsi que divers autres éléments notables mais dans une moindre mesure. Plusieurs personnalités de la ville sont inhumées sur le site, dont des membres de la famille Veil-Picard, Lippman ou encore Weil.

## Localisation et présentation générale

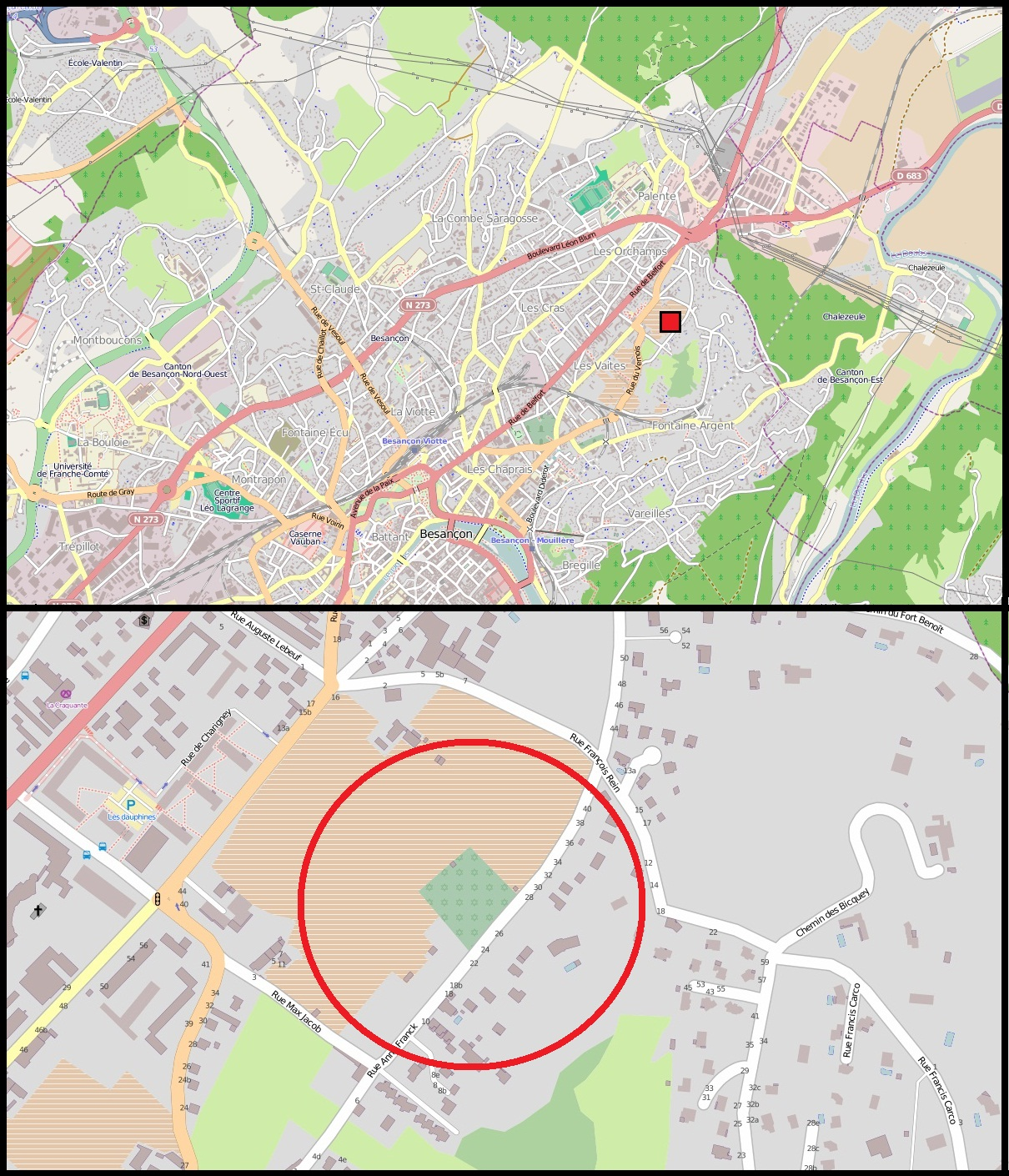
Carte de localisation du cimetière.

Le cimetière juif de Besançon — dit également cimetière israélite — est situé à la limite des quartiers de Bregille et de Palente à l'est de la ville, sur l'actuelle rue Anne Frank (anciennement chemin Vernois). Il se compose d'une parcelle de terrain d'environ 1 000 m2 située en bordure de cette route côté sud/sud-est, et entourée de champs et de bois sur la totalité des autres flancs. Il existe deux entrées, l'entrée principale sur la rue et l'autre sur le bois, côté nord-ouest.
Comme tous les cimetières de ce type, celui de Besançon accueille les sépultures des membres de la communauté souhaitant être inhumés sur le site, selon les rites et coutumes de la religion juive. Cela suppose que les tombes soient tournées en direction de Jérusalem et que l'agencement global soit effectué de manière particulière, le plus souvent différemment suivant les courants du judaïsme.
Les Juifs bisontins sont de rite séfarade (Afrique du Nord) comme ashkénaze (Europe occidentale et centrale), et bien que des différences existent entre les deux notamment sur le plan funéraire, le même site les reçoit sans distinction.

## Histoire

### Contexte: le judaïsme et les Juifs à Besançon

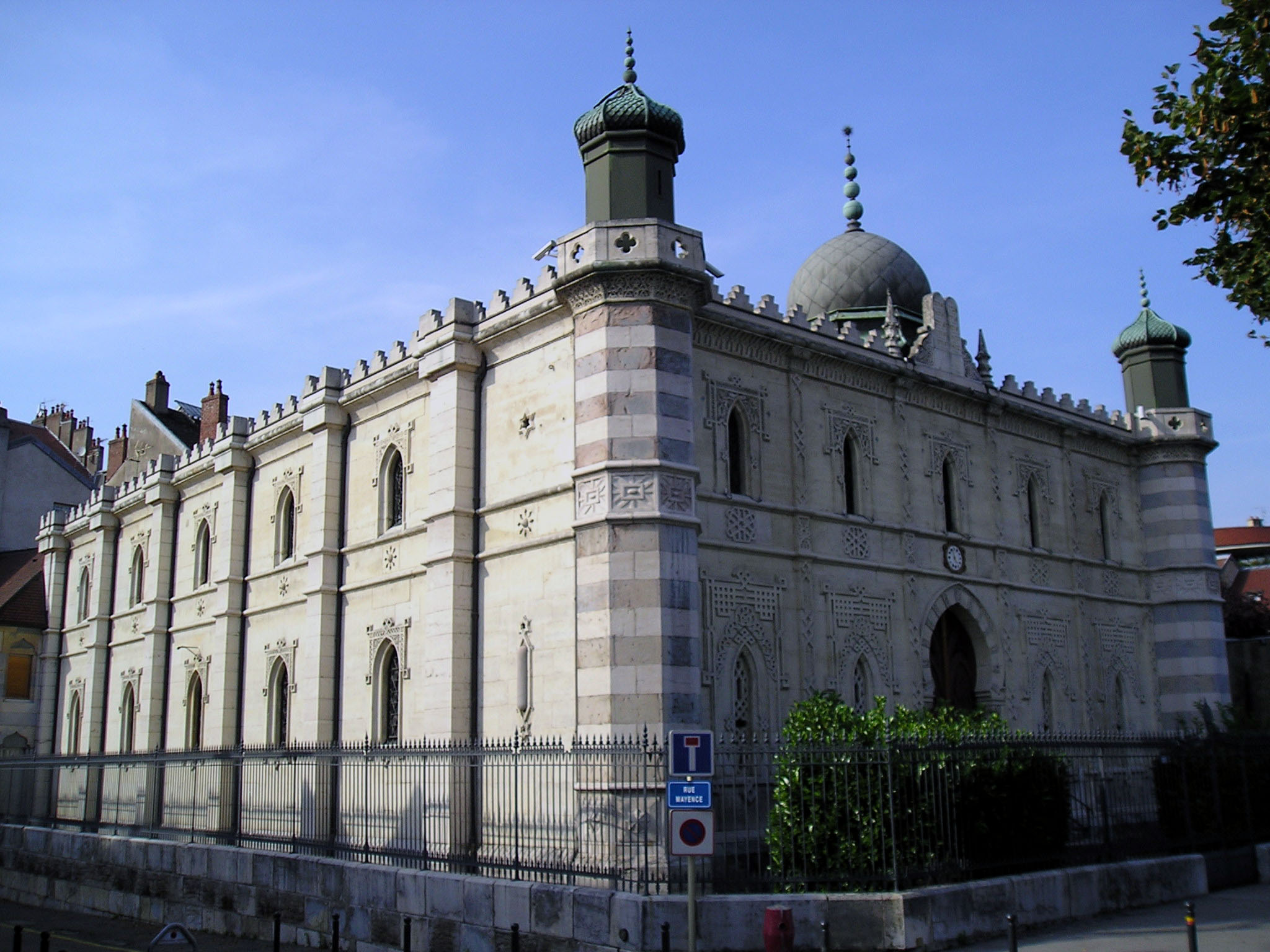
La construction de la synagogue de Besançon en 1869 symbolise l'importance historique de la communauté juive de la ville.

Les débuts de l'histoire des Juifs à Besançon remontent au Moyen Âge, période durant laquelle ils s'installent dans la ville attirés par sa situation de place commerciale. La communauté se maintient et prospère même dans la capitale comtoise, notamment grâce au statut de cité impériale de la ville qui y autorise les Juifs jusqu'au XVe siècle, alors même qu'une large partie de la France et plusieurs pays d'Europe les ont expulsés. Au Moyen Âge tardif, les principales accusations de complots mettent à mal la communauté bisontine ; finalement, les Juifs sont bannis jusqu'à la Révolution. Ils sont de nouveau autorisés à s'établir à Besançon comme dans le reste du Territoire à partir de 1791, lorsque la citoyenneté française leur est accordée. La communauté bisontine ne fera alors que s'agrandir : un premier lieu de culte existe dans les années 1830, puis l'actuelle synagogue du quai Veil-Picard est inaugurée en 1869 et parallèlement le consistoire de Besançon voit le jour. Vingt membres de la communauté tombent pour la France durant la Première Guerre mondiale.
À la veille de la Seconde Guerre mondiale, de nombreux Juifs originaires d'Europe centrale et de l'est s'installent dans la capitale comtoise portant leur nombre à environ 2500, avant qu'ils ne soient eux aussi confrontés au régime antisémite de Vichy. Par la suite, la communauté s'est reconstruite notamment grâce à l'arrivée de nombreux Juifs séfarades dans les années 1960 provenant notamment du Maghreb. 

### Les premiers lieux funéraires de la cité

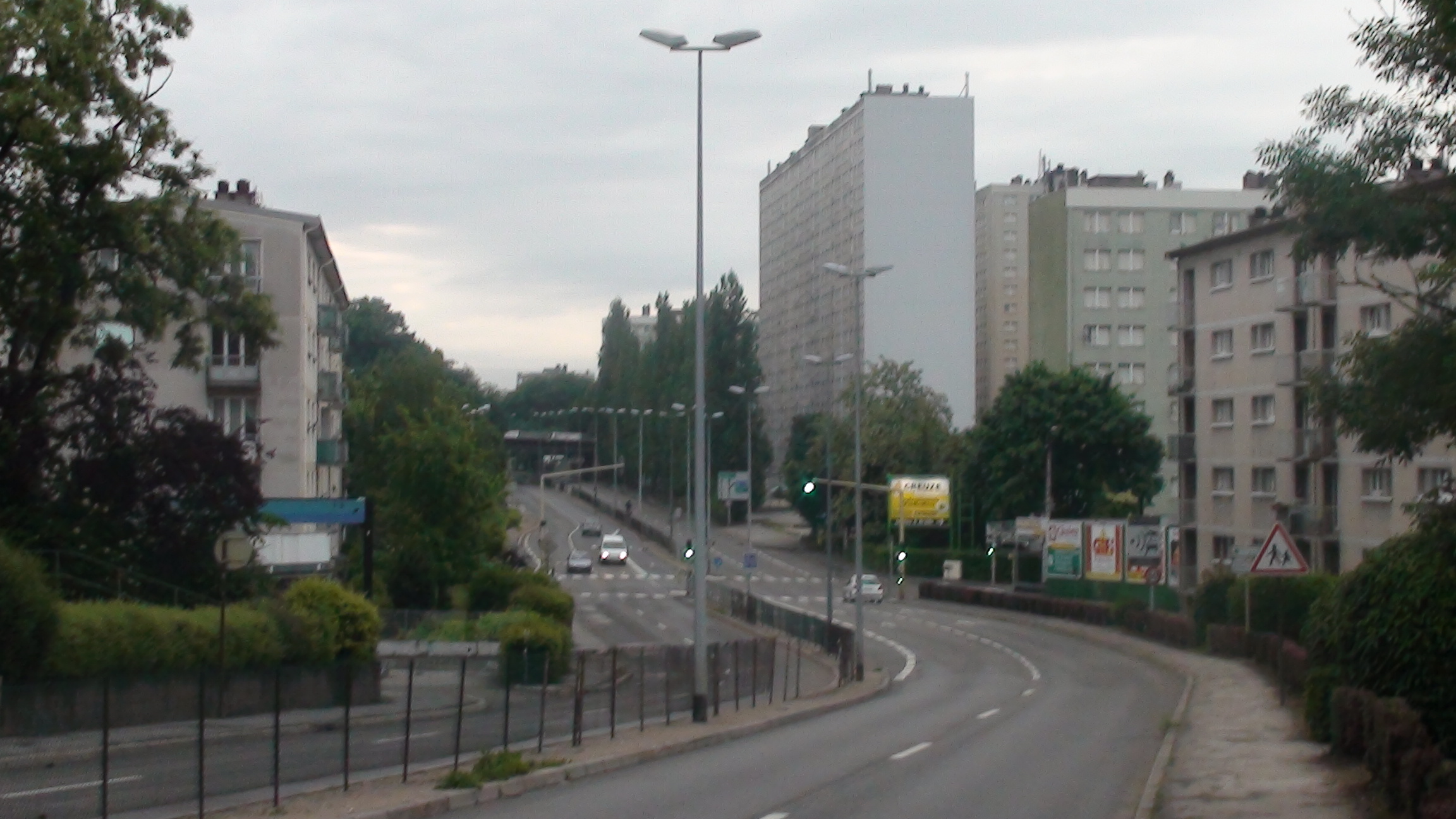
Le quartier de Fontaine-Écu en 2009, secteur où était situé le premier cimetière Juif de Besançon jusqu'au XV.

Dès l'apparition de Juifs dans la ville et la création d'une communauté, il est à peu près certain que les fidèles ont eu un lieu de recueillement ainsi qu'un site pour enterrer leurs morts ; mais fautes d'éléments, il est très difficile d'en retrouver des traces lointaines. Cependant on note l'existence d'un cimetière juif ancien dans le lieu-dit de Calmoutier, au sein de l'actuel quartier de Montrapon-Fontaine-Écu ; mais les archives à ce sujet ne permettent pas de préciser son ancienneté ni son importance. On sait néanmoins que les parcelles de ce terrain seront finalement vendues par la Municipalité en 1465, après l'expulsion de la communauté durant cette période. Il faudra attendre l'après Révolution française pour que les Juifs reviennent et qu'un nouveau cimetière israélite soit construit dans la capitale comtoise.

### Le cimetière actuel

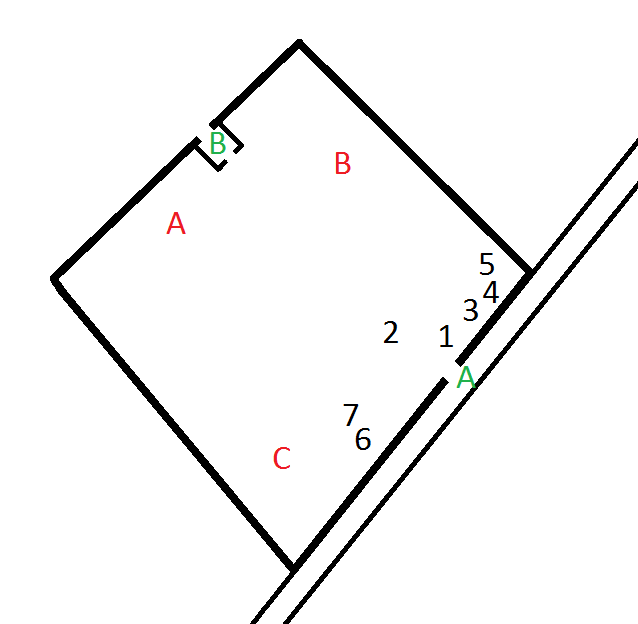
Plan du cimetière juif :
1 : mausolée.
2 : pyramide.
3 : Tombeau de la famille Haas.
4 : Tombeau inconnu.
5 : Tombeau de la famille Picard-Hauser.
6 : Tombeau de la famille Picard.
7 : Monument aux morts.
A1 et B1 : entrée 1 et entrée 2.
A2 : partie basse pour les enfants.
B2 : Partie ancienne.
C2 : Partie pour les nouvelles tombes.

C'est à la fin du XVIIIe siècle, au retour des Juifs à Besançon, qu'un nouveau cimetière fait son apparition rue Anne Frank. La partie la plus ancienne de celui-ci fut obtenue par deux notables de la communauté en 1796 : Nathan Lippmann et Pierre Picard. Ils devaient acquérir une propriété à proximité de la ville, où la population juive pourrait enterrer ses morts librement. C'est ainsi que dans la semaine du 3 ou 8 germinal de l'an IV (du 24 au 28 mars 1796), le jardinier Claude-Louis Gatelet, alors propriétaire des lieux, cède une partie de ses terres aux Juifs de la ville,.
En 1839, après que les 180 m2 clôturés du site ne deviennent trop étroits, une parcelle supplémentaire adjacente de 756 m2 est ajoutée donnant ainsi un espace total de 936 m2. En 1877 est construit l'imposant mausolée Veil-Picard accueillant notamment le riche bienfaiteur Adolphe Veil-Picard dont l'enterrement a précédé une grandiose cérémonie de commémoration. Lors de sa séance du 17 juillet 1887, le Consistoire Israélite de Besançon tente d'obtenir un autre terrain annexe pour y construire une maison afin d'héberger un gardien et un concierge,, tentative qui apparemment échoua puisque le projet n'aboutit jamais. Le cimetière tel qu'on le connait aujourd'hui fut agencé de cette manière à partir de 1895. Après la Première Guerre mondiale, un monument aux morts est érigé à la mémoire des membres de la communauté juive bisontine tués au combat. Pendant l'occupation allemande, plusieurs tombes furent mises à sac par les nazis et/ou soldats de la collaboration vichyste ; c'est ainsi que certaines pierres ont été intentionnellement renversées et même brisées, donnant parfois l'impression d'un abandon.

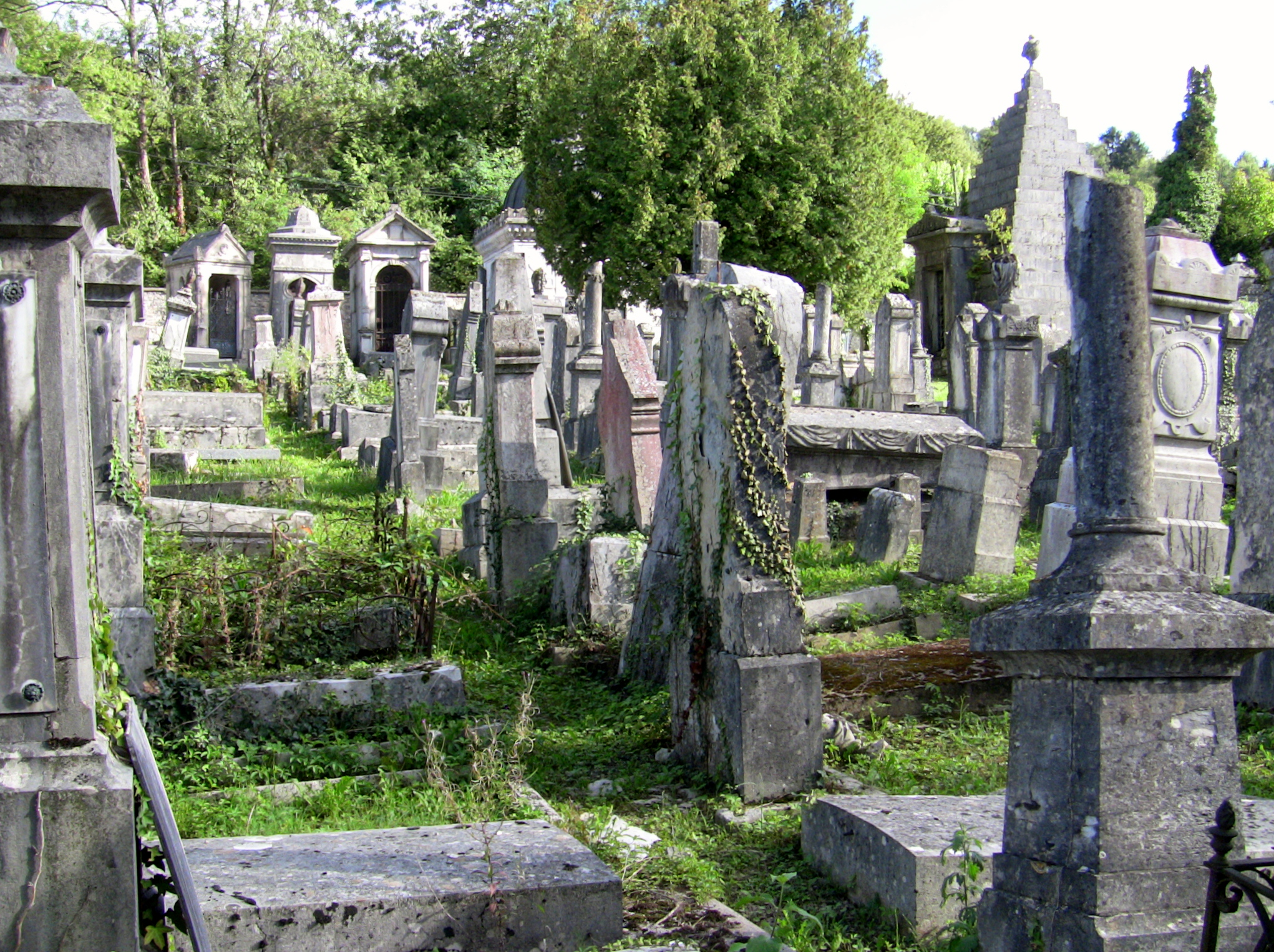
Photographie du cœur du cimetière, dans la partie ancienne.

Les plus anciens tombeaux, qui sont souvent les plus modestes, datent de 1849, bien que le cimetière accueille encore actuellement de nouvelles sépultures. Le site comporte d'imposants caveaux appartenant aux riches familles Veil-Picard, Picard, Hauser-Picard ou encore Haas.
Les sépultures les plus récentes éclairent sur les nouvelles migrations ; les patronymes séfarades se mêlent aux noms d'origine ashkénaze,. Le site est aménagé ainsi : la partie basse est réservée aux tombes des enfants ; celles-ci sont délaissées depuis de nombreuses années et recouvertes de végétation, et la partie située à gauche de l'entrée est attribuée aux nouvelles sépultures, contrastant avec le reste du cimetière par son alignement scrupuleux. Les tombes du cimetière sont peu fleuries, mais comme le veut la tradition juive on retrouve beaucoup de cailloux sur certaines stèles, présent que l'on dépose pour témoigner de son passage.

## Fonctionnement

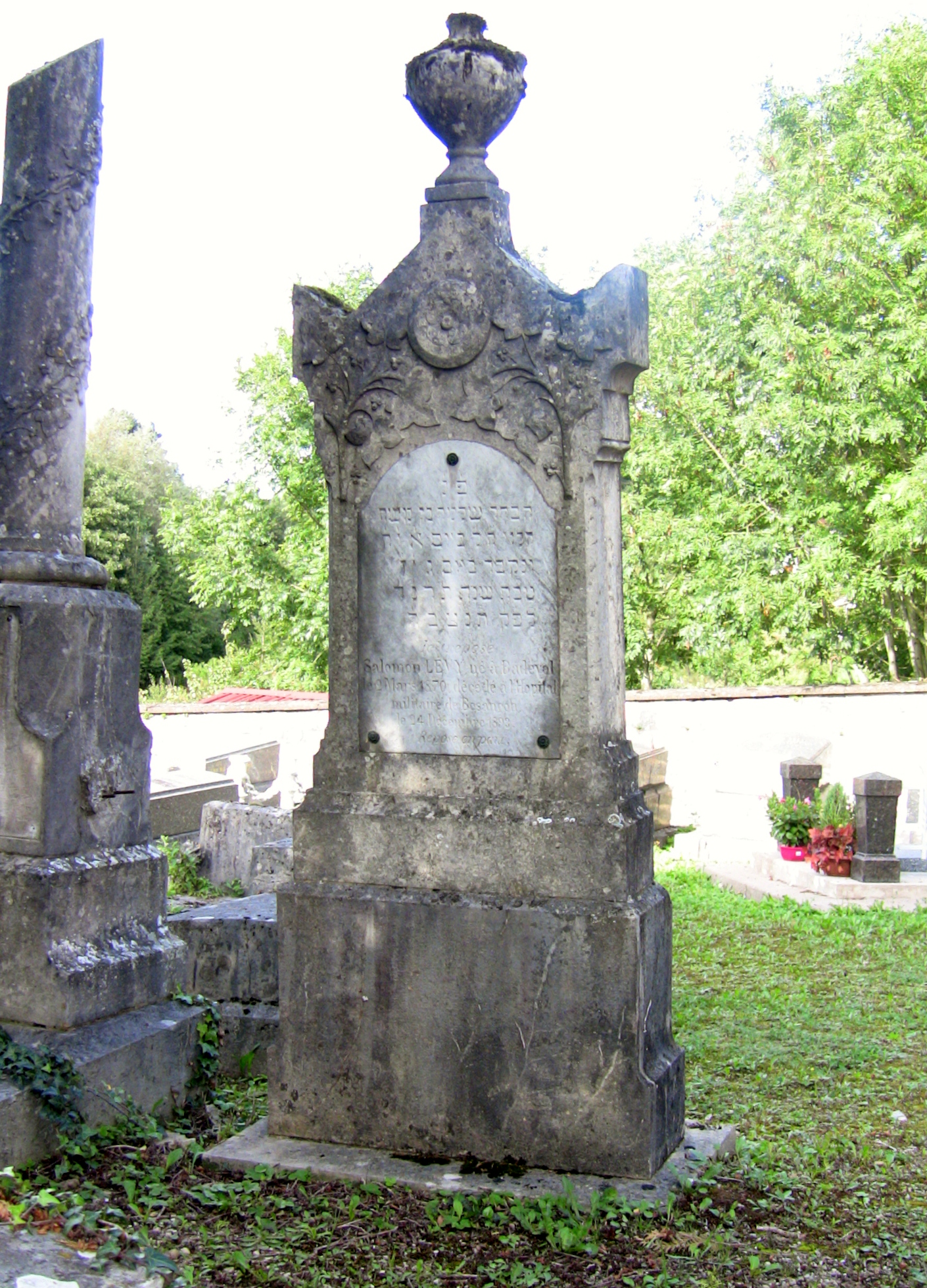
Détail d'une ancienne stèle.

### Historique
Durant le XIXe siècle et le XXe siècle, la communauté juive de la ville s'occupait de toutes les formalités relatives à l'enterrement en lui-même ainsi qu'aux démarches qui l'entourent : la déclaration funéraire à l'état-civil, les lettres de faire-part, la fourniture des draperies, les veillées, la mise en bière, la cérémonie de purification juive ainsi que les concessions. Chacun des membres actifs du Consistoire avait gratuitement accès pour lui et sa famille proche à une parcelle individuelle et perpétuelle. Il fallait notamment pour cela payer une taxe d'admission à partir du moment où le membre était marié, ou lorsqu'il venait s'installer dans la ville.
Toute personne juive désirant être inhumée dans le cimetière n'ayant pas payé cette taxe pouvait néanmoins y être admise, à condition de s'acquitter d'une somme de 150 francs par mètre carré (montant correspondant à l'époque approximativement à la cotisation d'un membre durant sa vie). On pouvait également avoir un espace en étant bienfaiteur : c'est ainsi qu'en mai 1878 Monsieur Wolf et Monsieur Picard obtiennent une place de 56,25 m2 après s'être financièrement engagés quant à la création d'un canal d'assainissement reconnu d'utilité publique.

### Fonctionnement actuel
Aujourd'hui le fonctionnement du cimetière reste sensiblement le même qu'auparavant, la communauté juive de la ville l'administrant toujours et remplissant les tâches qui y sont relatives. Les places perpétuelles sont toujours réservées pour les membres du consistoire, bien que de nombreuses personnes n'en faisant pas partie demandent un espace pour leurs défunts. En effet, même si on compte plusieurs grands cimetières juifs en France, peu de villes de la taille de Besançon jouissent de ce privilège dans l'Hexagone, d'autant plus que le site est le seul de ce type en Franche-Comté avec le cimetière israélite de Belfort, plus vaste. C'est ainsi que plusieurs sépultures sont celles de Juifs n'ayant pas vécu dans la région ; ou d'autres encore sont celles de Bisontins ayant quitté la ville pour Paris, mais qui sont restés inscrits au consistoire afin de bénéficier des avantages de ce cimetière. Dans ces cas la communauté accède le plus souvent à la requête, demandant néanmoins l’équivalent de dix ans de cotisation. À noter enfin que l'ensemble du site du cimetière juif de Besançon appartient exclusivement à la communauté de la ville.

## Éléments architecturaux
Le site comporte plusieurs éléments architecturaux exceptionnels : une « tombe pyramide » et un mausolée faisant figure de véritable monument, qui avec quatre autres caveaux remarquables, forment au total six tombes particulièrement notables dans ce cimetière. Le reste des sépultures ont quant à elle un style et un raffinement globalement bien plus classiques, et ne présentent pas d'intérêt remarquable.
Outre les caveaux, le site ne possède pas d'édifices originaux, excepté un monument aux morts de la Première Guerre mondiale. Aussi bien le cimetière dans son ensemble qu'aucun des caveaux ne sont protégés par des mesures administratives, notamment les monuments historiques.

### Les sépultures
L'ensemble du cimetière
D'un point de vue général, excepté les six caveaux particuliers, l'ensemble des tombes du cimetière ne présente pas d’intérêt architectural notable. Elles sont toutes surmontées des classiques effigies du repos éternel, le plus souvent une urne funéraire, une couronne, un sablier, une colonne brisée ou encore une chouette, ou d'une Étoile de David de pierre, marbre, ou fonte. On note cependant la présence d'une tombe, seule, comportant le buste d'une jeune femme. On trouve plusieurs groupes de tombes au sein du cimetière : celles de la partie enfants plus petites et plus sobres que les autres, les anciennes qui sont plus décorées et imposantes, ainsi que les récentes qui sont souvent dénuées de recherche ornementale particulière.

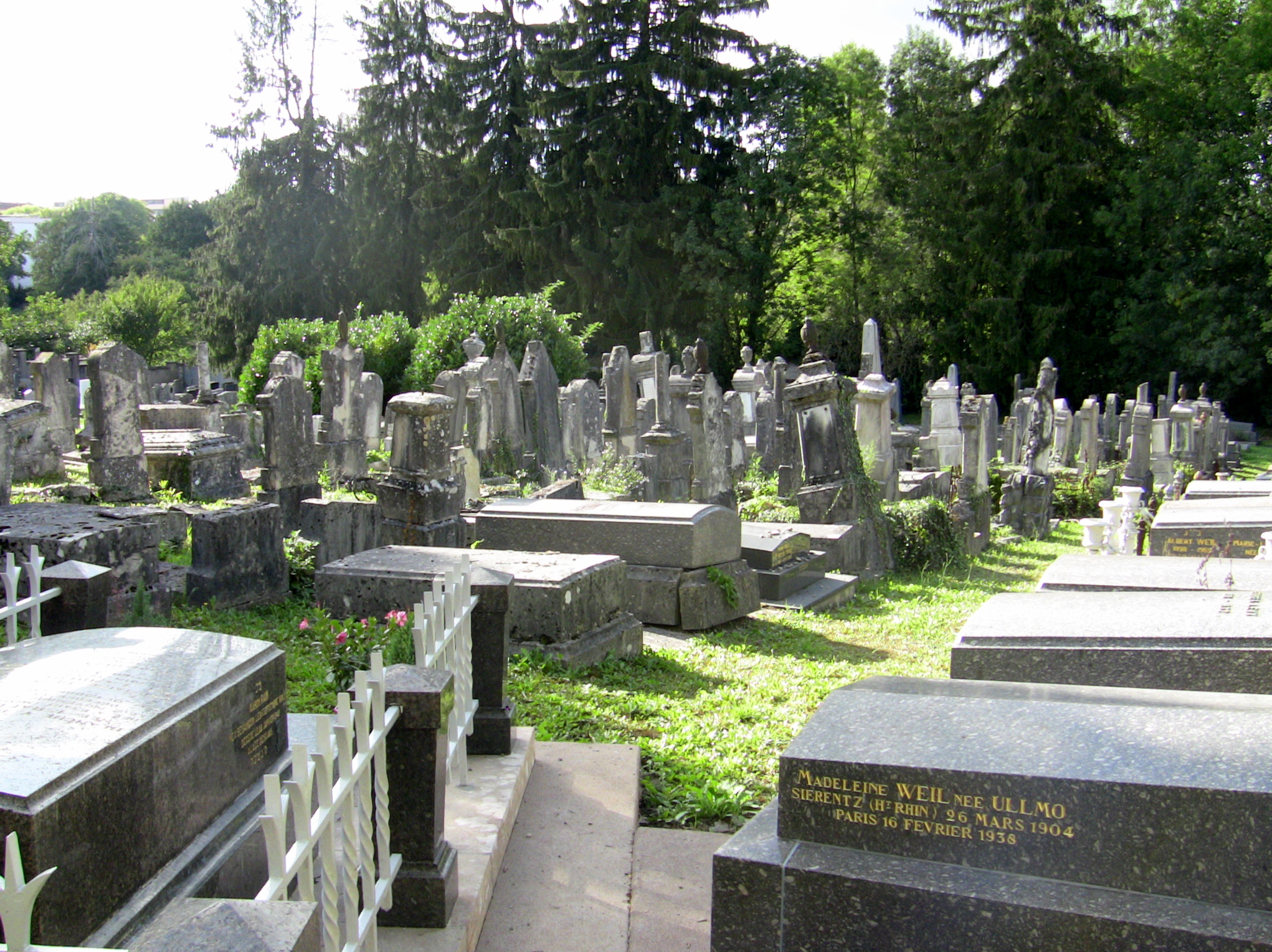
Vue depuis le mausolée.
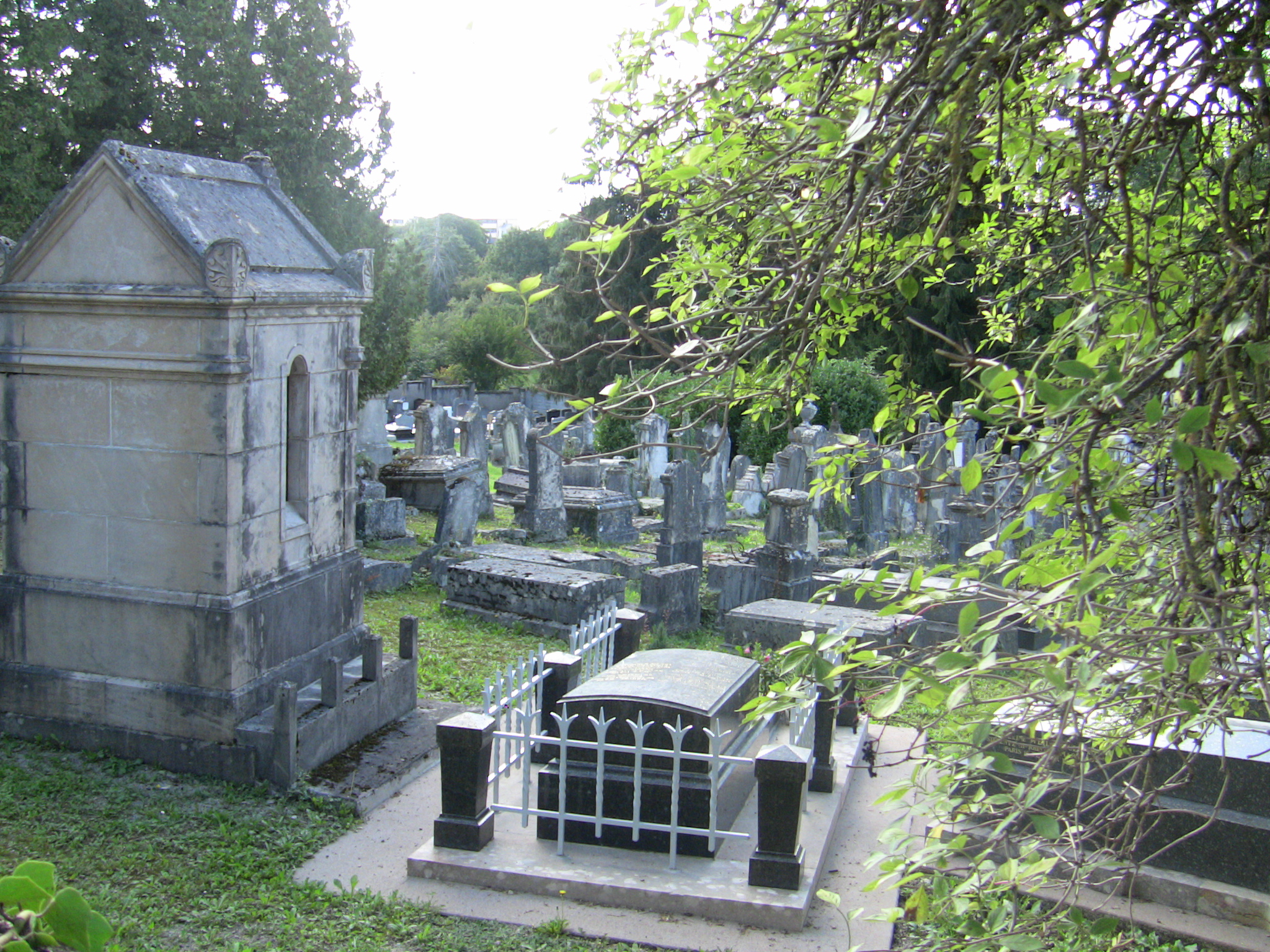
Vue à proximité du monument aux morts.
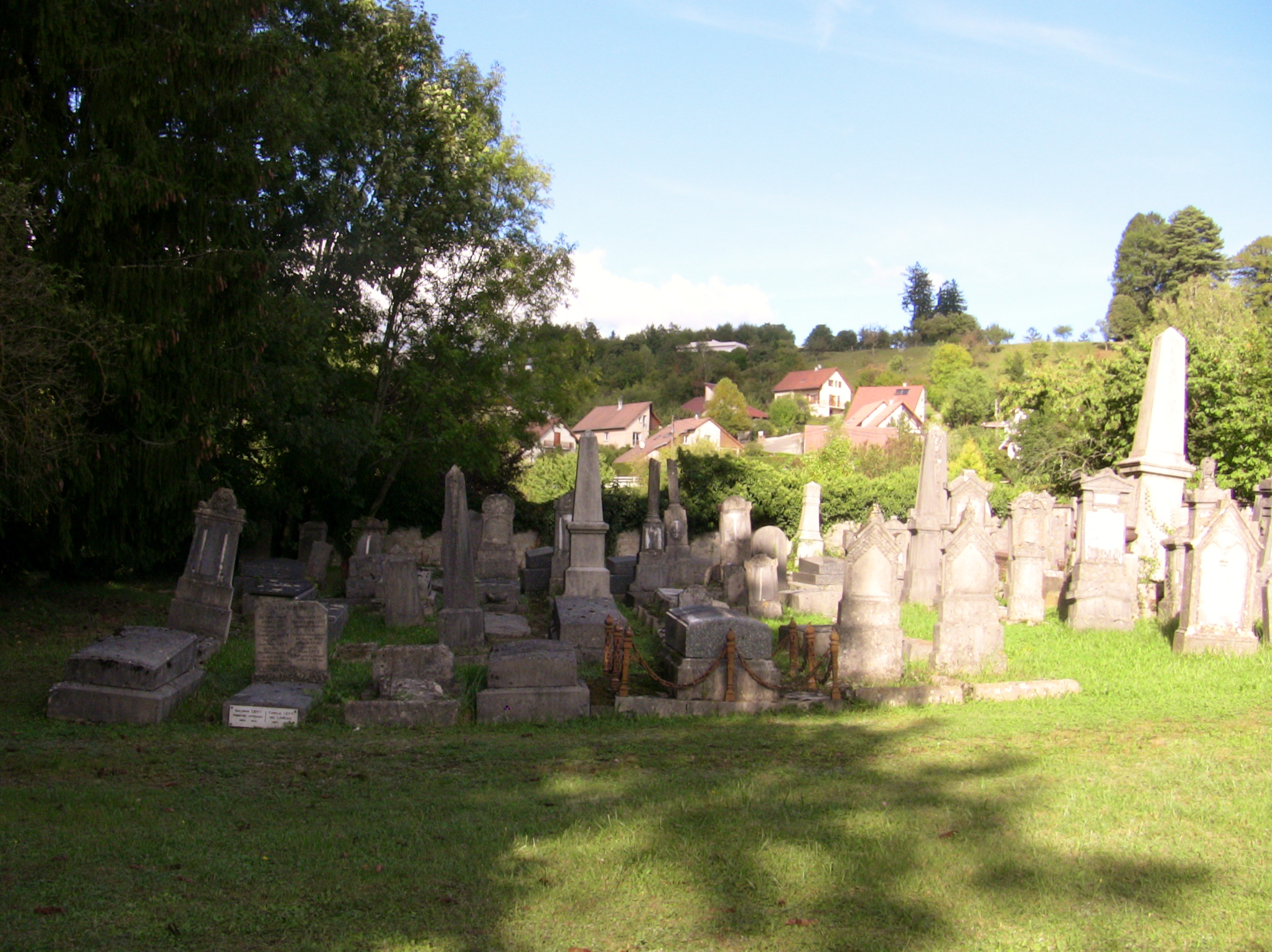
Vue depuis la partie basse en direction des vieilles tombes.
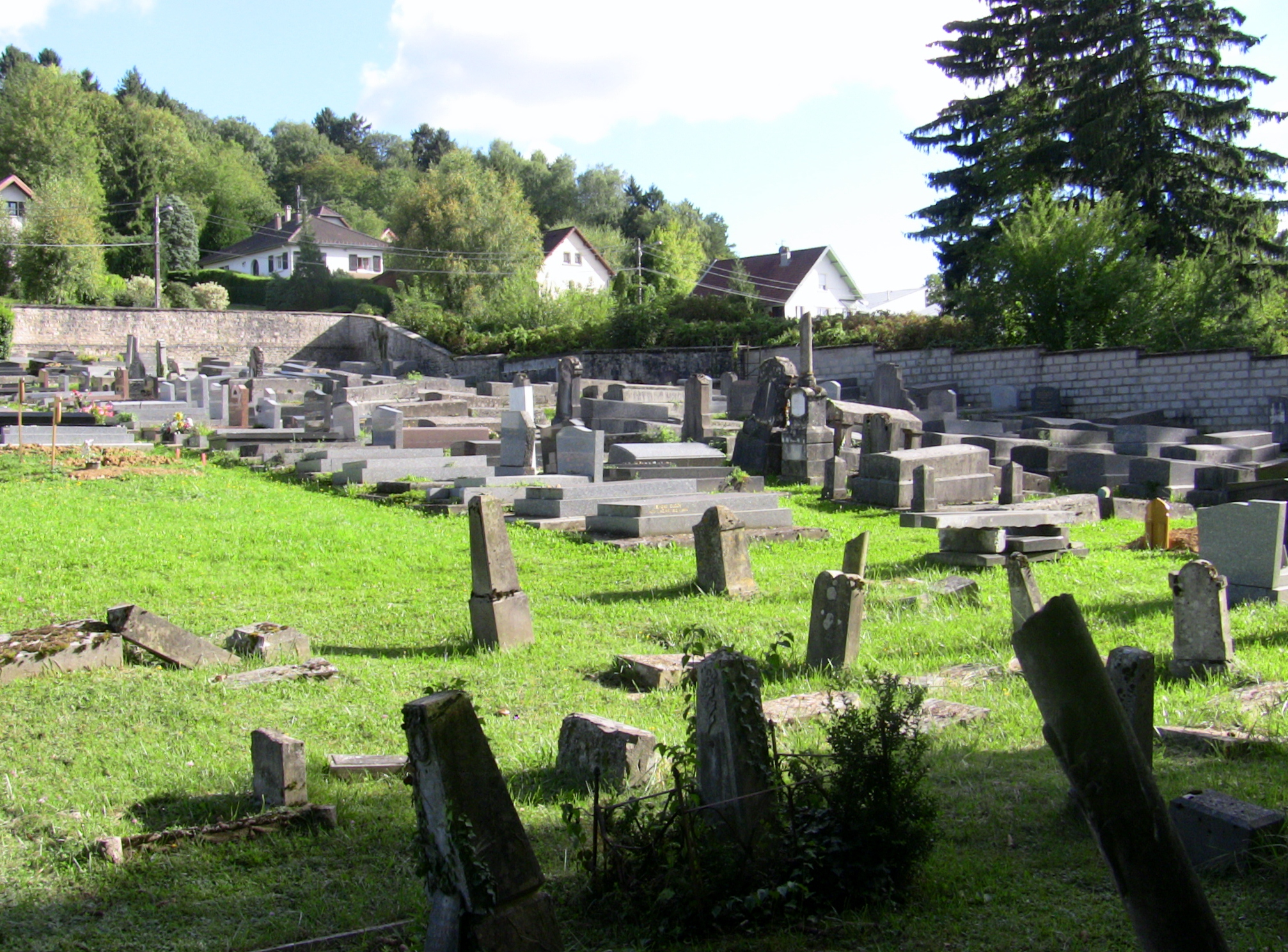
Vue depuis la partie basse en direction de l'entrée.
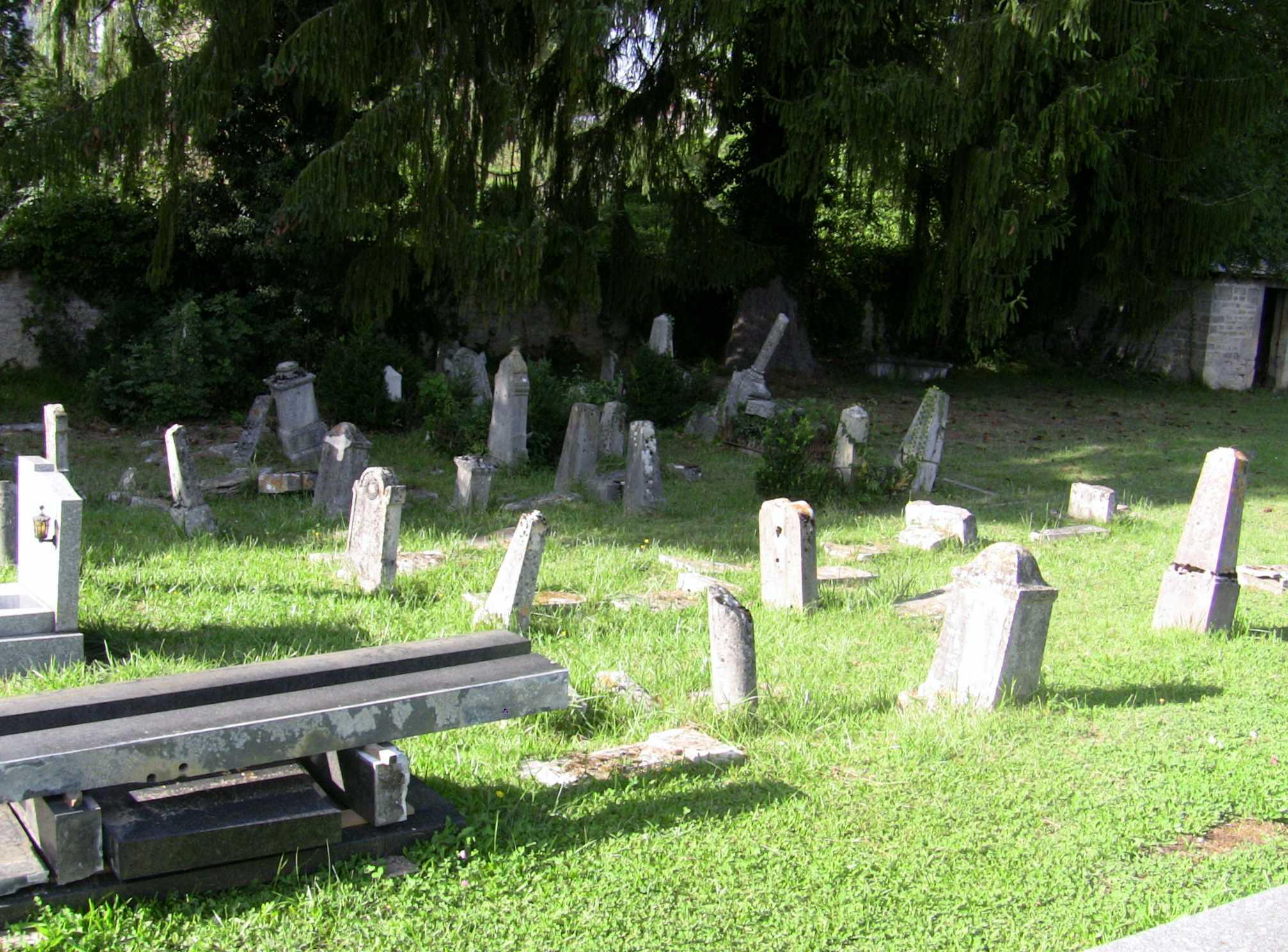
Partie basse, réservée aux enfants.

Les caveaux remarquables
Le mausolée de la famille Veil-Picard est un caveau de style mauresque doté d'éléments en pierre, en marbre ainsi qu'en bronze, et comporte également des inscriptions hébraïques, une grille en fer forgé et une toiture particulièrement remarquable. Élevé en 1877 à la suite de la mort du bienfaiteur Adolphe Veil-Picard, il accueillit dès lors l'ensemble de la famille Veil-Picard. Ce remarquable caveau situé à l'entrée du cimetière est qualifié de « véritable petite synagogue » par l'historienne Anne Raulin, preuve de la beauté de l'édifice.
La pyramide Picard est elle aussi située non loin de l'entrée du cimetière, et comporte deux niveaux : un rez-de-chaussée et un sous-sol. Haute d'environ sept mètres, elle est la plus haute sépulture présente dans un cimetière de la ville,. Bien que le sommet de l'édifice soit coiffé par un élégant vase orné d'olivier, il s'agit de la seule décoration présente ; aucune inscription également, cachant ainsi l'identité des défunts y reposant. Aujourd'hui des constructions aussi monumentales ne sont plus tolérées dans le cimetière.
Quatre autres tombeaux remarquables sont présents dans le cimetière : celui de la famille Haas, celui de la famille Picard-Hauser et celui de la famille Picard, ainsi qu'un dont les propriétaires sont inconnus (voir cette rubrique). Ils sont tous de taille modeste et plus ou moins décorés, et situés aux abords immédiats du mausolée sauf en ce qui concerne le caveau Picard bâti à proximité du monument aux morts.

### Le monument aux morts

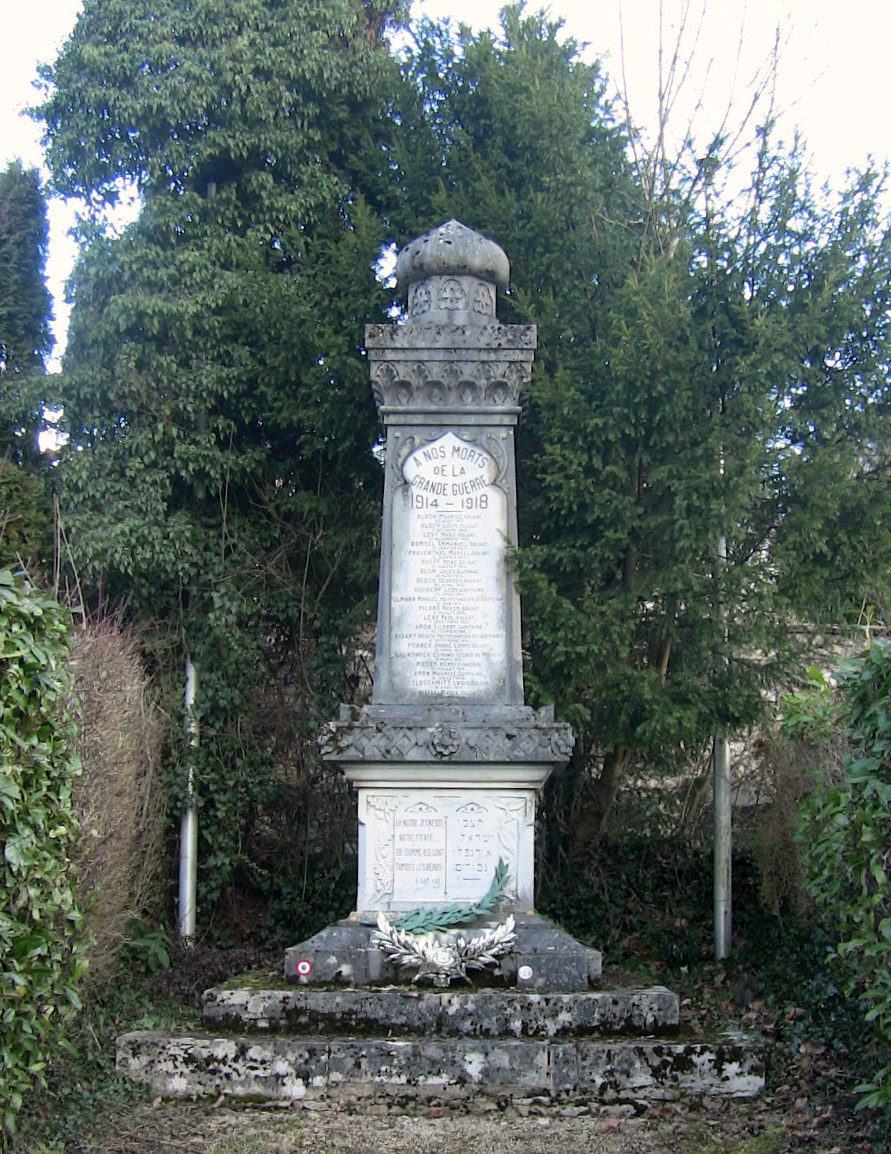
Le monument aux morts.

Le monument aux morts, situé à l'entrée du cimetière, fut érigé à la mémoire des membres de la communauté juive bisontine tués au combat durant la Première Guerre mondiale. Au pied du monument est inscrit « Ah ! notre jeunesse ! notre fierté... oh ! comme ils sont tombés les héros ! (II SAM 1.19.) », et une cocarde du souvenir français est également fixée au pied de l'édifice. 20 noms sont gravés sur ce monument aux morts.
Noms classés par chronologie des décès :
- Bloch Maurice (soldat) - 27 août 1914.
- Bloch Louis (soldat) - 2 octobre 1914.
- Lévy Marc (soldat) - 15 novembre 1914.
- Bomsel Emmanuel (soldat) - 12 janvier 1915.
- Frauenthal Marcel (soldat) - 12 janvier 1915.
- Rueff René (soldat) - 12 janvier 1915.
- Blum Jules (caporal) - 18 mars 1915.
- Bloch Georges (soldat) - 24 avril 1915.
- Schnerf Léon (capitaine) - 25 avril 1915.
- Ulmann Marcel (sous-lieutenant) - 12 janvier 1915.
- Picard Roger (soldat) - 6 juillet 1915.
- Lévy Paul (soldat) - 7 septembre 1915.
- Aron Cilbert (capitaine) - 25 février 1916.
- Bigart Roger (sous-lieutenant) - 12 septembre 1915.
- Franck André-Louis (soldat) - 19 avril 1917.
- Brunswick Edmond (musicien) - 18 mars 1918.
- Meyer Henri (cavalier) - 12 juillet 1918.
- Aron Maurice (capitaine) - 18 juillet 1918.
- Goldschmitt Louis (soldat) - 14 août 1918.
- Well Marix (soldat) - 14 février 1918.

## Personnalités enterrées
Famille Veil-Picard

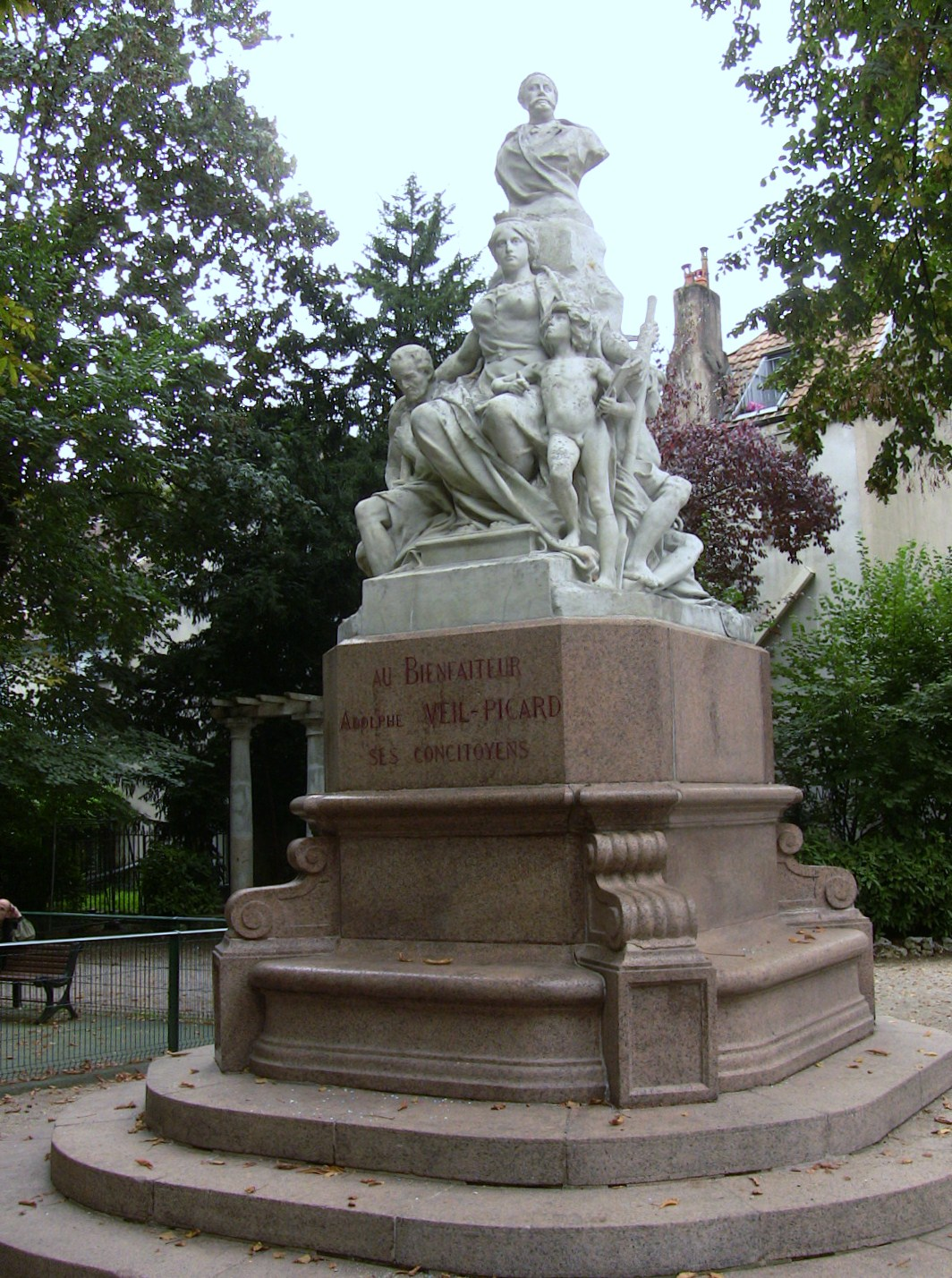
Monument à la mémoire d'Adolphe Veil-Picard, Besançon (parc Granvelle).

La famille Veil-Picard, dont Adolphe Veil-Picard (17 mai 1824-1er novembre 1877), financier et bienfaiteur de la ville. Origine d'une riche famille alsacienne ayant déménagé dans la capitale comtoise, Adolphe devient banquier puis administrateur de la Banque de France, membre de la chambre de commerce en plus d'être commandant des sapeurs-pompiers de Besançon et inspecteur départemental des sapeurs-pompiers. Il est élu au conseil municipal de Besançon en 1865, et est fait officier d’académie puis reçoit la légion d’honneur. La philanthropie dont ont fait preuve Adolphe Veil-Picard et sa famille à l'égard de la ville a fait de lui l'une des grandes personnalités de Besançon : grâce à ces dons, deux écoles et une bibliothèque furent construites, plusieurs autres établissements furent améliorés, les fouilles du square Castan ont pu être programmées, les adductions d’eau des Chaprais et de Saint-Ferjeux furent complétées, les sapeurs-pompiers ont vu leur équipement renouvelé, et le quai qui porte aujourd'hui son nom sera construit grâce à un don posthume de plus de 200 000 francs.
Lors de son enterrement le 24 novembre 1877 au cimetière juif, un chroniqueur note la présence de trois généraux, du préfet de l'époque, des états-majors, de cinq colonels, de l'ensemble du conseil municipal ainsi que de 60 associations formant avec les proches et anonymes une foule d'environ 10 000 personnes.
La famille Weil
La famille Weil est considérée comme la fondatrice de la plus importante entreprise française de confection textile pour hommes. Installée à Besançon depuis 1872, elle est fondée par Joseph Weil, qui possède en 1878 l'une des plus grandes usines de confection de la ville. Cette entreprise ne cesse de croître jusqu'à devenir la plus importante entreprise française de textile masculin en 1965, employant 1 500 personnes cette même année et devant même quitter le centre-ville pour s'installer dans des locaux plus spacieux à Fontaine-Écu.
Autres
Mayer Lippman (décédé le 9 juin 1849), industriel bisontin, considéré en 1806 comme le Juif le plus riche de la ville. Il fait du château de la Juive sa maison de campagne, et le décore et le meuble richement ; marié à Babette Levy, il a quatre enfants : Alfred, Auguste, Nathalie et Dina. Cette dernière meurt après avoir donné naissance en 1827 à Reine Précieuse Léonie Allegri, appelée la Juive, et qui laisse ce surnom à la demeure.
Le cimetière accueille également la famille Haas, dont Emmanuel Haas qui fut vice-président du consistoire de Besançon, ainsi que l'ensemble de la famille Hauser-Picard, riches négociants bisontins.
Le militaire et résistant FFI Henri Kornblau y est inhumé.